# Granulación tóxica

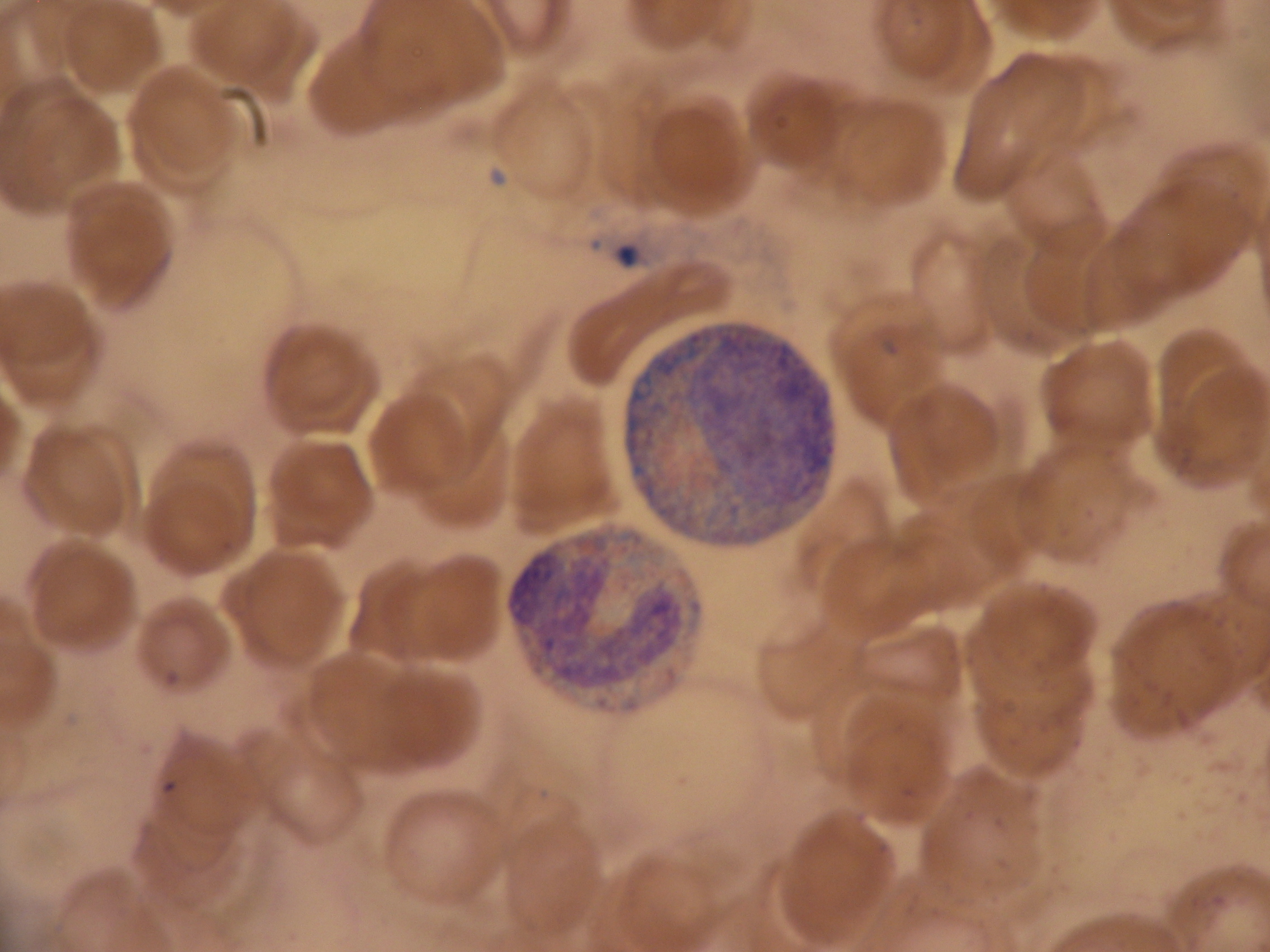
Granulación tóxica en dos leucocitos, en aspiración de médula ósea.

La granulación tóxica refiere a los gránulos gruesos oscuros encontrados en granulocitos, particularmente neutrófilos, en pacientes con patologías inflamatorias y/o infecciosas.

## Importancia clínica
Junto con los cuerpos de Döhle y la vacuolización tóxica, los cuales son otros dos hallazgos en el citoplasma de granulocitos, la granulación tóxica es un hallazgo sugestivo de proceso inflamatorio. y/o infeccioso en un frotis o extensión de sangre periférica. A menudo se encuentra granulación tóxica en pacientes con infección bacterial y sepsis, aunque el hallazgo es no específico. Pacientes tratados con quimioterapia o con factor estimulante de colonias de granulocitos, una droga de citokina, pueden también exhibir granulación tóxica.

## Composición
Los gránulos tóxicos son principalmente compuestos de enzimas de peroxidasa e hidrolasa ácida, y son similares en composición a los gránulos primarios encontrados en granulocitos inmaduros como los promielocitos. A pesar de que son totalmente normales, los neutrófilos maduros contienen algunos gránulos primarios, difíciles de identificar por microscopia de campo luminoso porque  pierden su color azul oscuro como las células maduras. La granulación tóxica representa así una maduración anormal de los neutrófilos.

## Condiciones similares
Los pacientes con anomalía hereditaria de Alder-Reilly muestran gránulos muy grandes con color oscuro a la tinción en sus neutrófilos, los cuales pueden ser confundidos con granulación tóxica.